# 아이리스 (가수)
아이리스(2002년 5월 17일 ~ )는 대한민국의 가수다. 2017년 디지털 싱글 앨범 [말해도 될까]로 데뷔했다.

## 방송
- K팝스타 5 (2015) - 본선 4라운드 탈락 (19위)

## 음반
- 좋은 사람 OST Part.18 (2016)
- 말해도 될까 (2017)
- 지금이라도 (2018)
- LOVE GAME (2019)
- teddy (2020)
- Lilies (2021)
- Manners (2021)
- Antisocial (2022)

## 수상
- 밴쿠버 단편영화제 여우주연상 (2019)

## 기타
- 민ing <오마이갓> (2016) - 보컬 참여
- 헤이 달리 <한발 한발> (2016) - 피처링